# ان‌جی‌سی ۹۰۸
ان‌جی‌سی ۹۰۸ (انگلیسی: NGC 908) نام یک کهکشان در صورت فلکی نهنگ است.